# Exzaes bicolor
Exzaes bicolor är en kräftdjursart som beskrevs av Barnard 1932. Exzaes bicolor ingår i släktet Exzaes och familjen Scleropactidae. Inga underarter finns listade i Catalogue of Life.